# Tour Égée
Tour Égée – wieżowiec w Paryżu, w dzielnicy La Défense, we Francji, o wysokości 155 m. Budynek został otwarty w 1999, liczy 40 kondygnacji.